# Calanthe aurantiaca
Calanthe aurantiaca är en orkidéart som beskrevs av Henry Nicholas Ridley. Calanthe aurantiaca ingår i släktet Calanthe och familjen orkidéer. Inga underarter finns listade i Catalogue of Life.

## Bildgalleri

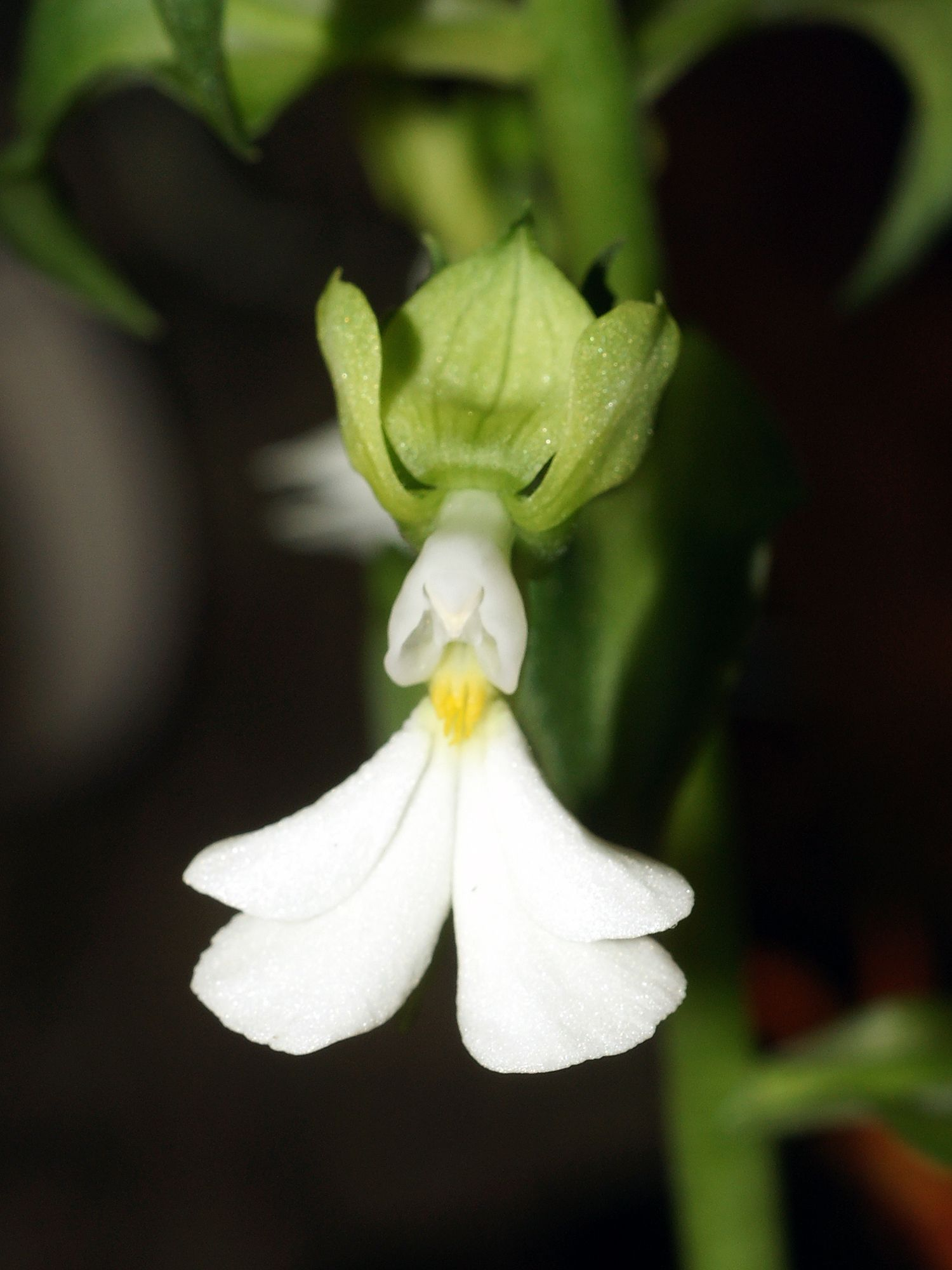